# Фламандский пёс (фильм, 1959)
«Фламандский пёс» (англ. A Dog of Flanders) — фильм режиссёра Джеймса Кларка о семилетнем мальчике Нелло, мечтающем стать художником. В основу сюжета положен одноименный роман английской писательницы Уиды.

## Сюжет
Семилетний мальчик Нелло живёт в пригороде Антверпена со своим дедушкой. Дедушка и мальчик живут очень бедно, зарабатывая на жизнь продажей молока. Однажды, возвращаясь из города, они находят избитую до полусмерти собаку. Нелло забирает её домой. выхаживает и дает ей имя Патраш (Patrasche). Собака помогает ему возить в город молоко на продажу.
Нелло мечтает стать художником, изготавливает краски из подручных материалов (мед, уголь) и каждую свободную минуту делает зарисовки с натуры. В Антверпене он случайно знакомится с именитым художником Михелем Ла Грандом, который помогает мальчику советами, продуктами, принадлежностями для рисования.
Нелло мечтает увидеть картину Рубенса Воздвижение Креста (Рубенс), выставленную в Антверпенском Кафедральном Соборе, но просмотр стоит 1 франк, а у мальчика нет денег.
Нелло дружит с соседской девочкой Алоизой, но её отец, богатый мельник, не особенно рад дружбе своей дочери с бедняком. В конце концов, он запрещает мальчику приходить на день рождения Алоизы. В этот день мальчик решил написать портрет своего дедушки. Когда портрет окончен, выясняется, что дедушка умер.
Смерть дедушки сильно подорвала материальное положение Нелло, прежние клиенты не спешили доверять своё молоко ребенку. Не брали его и на другие работы. К тому же, пришло время очередного арендного платежа за жилье. Надежда мальчика была лишь на рождественский конкурс детского рисунка, за победу в котором дают 200 франков. Но портрет дедушки, выставленный на конкурсе, первого приза не получил.
Отчаявшийся Нелло оставляет Патраша у Алоиз и идет куда глаза глядят. Вернувшиеся родители Алоиз, обеспокоенные душевным состоянием мальчика, решили отправиться на его поиски. С ними пошёл и вернувшийся из Амстердама Михель Ла Гранд с женой. Мальчика они нашли в Соборе, перед картиной Рубенса, которую в качестве рождественского подарка бесплатно показал ему священник.

## В ролях
- Дейвид Лэдд (en:David Ladd) — Нелло Даас (Nello Daas)
- Дональд Крисп (en:Donald Crisp) — дедушка Йехан Даас (Jehan Daas)
- Теодор Бикель — Пьет ван Гельдер (Piet van Gelder)
- Макс Кройсет (en:Max Croiset) — мельник Когез (Mr. Cogez, the Miller)
- Моник Аренс (en:Monique Ahrens) — Корри (Corrie)
- Шивон Тейлор (en:Siobhan Taylor) — Корри (Corrie)
- Катрин Холланд (en:Katherine Holland) — жена мельника
- Ло ван Хенсберген (en:Lo van Hensbergen) — священник
- Также в ролях Gijsbert Tersteeg, John Soer, Hans Tiemeyer, Maxim Hamel, John De Freese, Matthieu van Eysden, Katja Berndsen, Helen van Meurs, Ulla Larsen

## Расхождения с романом
Режиссёр решил сделать из пронизанного трагизмом романа детскую рождественскую сказку со счастливым концом. Многие негативные моменты в фильм не вошли. В конце мальчик не умирает, увидев картину, а находит новый дом, предположительно в доме художника в качестве его ученика. Отсутствуют эпизоды обвинения в поджоге и обнаружения мешка мельника с монетами.
Отец Алоизы в фильме не лишен сострадания. Он покупает у Нелло портрет Алоизы, несмотря на то, что мальчик согласен отдать его бесплатно; защищает мальчика в споре с бывшим владельцем Патраша, который увидел выздоровевшую собаку и решил получить её назад; готов оставить мальчика у себя, видя его безвыходное положение после смерти деда.

## Перевод названия
В разных странах фильм шёл под такими названиями:
- O Rapaz, o Cão e o Pintor — Португалия
- O lykos tis Flandras — Греция
- Oman onnensa seppä — Финляндия
- Sangue fiammingo — Италия